# Marek Izydorek
Marek Zbigniew Izydorek (ur. 16 marca 1960 r. w  Tczewie) – polski matematyk, profesor nauk matematycznych, specjalizujący się w analizie nieliniowej, topologii algebraicznej oraz układach dynamicznych.

## Życiorys
W 1978 r. ukończył I Liceum Ogólnokształcące im. Mikołaja Kopernika w Gdańsku (uczęszczał do klasy uniwersyteckiej o profilu matematycznym). Następnie studiował matematykę na Uniwersytecie Gdańskim, gdzie w 1983 r. obronił pracę magisterską  pt. Geometryczne kobordyzmy napisaną pod kierunkiem doktora Zygfryda Kucharskiego. Po studiach rozpoczął pracę na Politechnice Gdańskiej. W latach 1985-1988 był doktorantem w Instytucie Matematycznym PAN w Warszawie, gdzie w 1989 r. obronił doktorat pt. Twierdzenie Borsuka-Ulama dla wolnego działania grupy cyklicznej rzędu p do alfa (promotorem był prof. Kazimierz Gęba). W latach 1996-1998 odbył staż naukowy w Instytucie Matematycznym PAN w Warszawie. W 2002 r. tamże uzyskał habilitację na podstawie rozprawy habilitacyjnej pt. Niezmienniki typu Morse’a-Conleya w mocno nieokreślonych problemach wariacyjnych. Tytuł profesora nauk matematycznych nadano mu 3 listopada 2011 roku.
W 2008 r. objął stanowisko profesora nadzwyczajnego na Politechnice Gdańskiej, a w 2017 r. profesora zwyczajnego. W latach 2003-2020 pełnił funkcję kierownika Katedry Analizy Nieliniowej i Statystyki na Wydziale Fizyki Technicznej i Matematyki Stosowanej. Dwukrotnie sprawował funkcję prodziekana ds. nauki tego wydziału (2008-2012 oraz 2012-2016). W kadencji 2008-2012 i 2016-2020 był też członkiem Senatu Politechniki Gdańskiej.
Od roku 2004 jest kierownikiem Seminarium z Analizy Nieliniowej na Wydziale Fizyki Technicznej i Matematyki Stosowanej Politechniki Gdańskiej. W latach 2008-2024 był członkiem Rady Naukowej Centrum Badań Nieliniowych im. Juliusza P. Schaudera przy Uniwersytecie Mikołaja Kopernika w Toruniu, także członkiem jury I-III edycji Konkursu o Medal Schaudera. W latach 2021-2024 zasiadał w jury Konkursu im. Józefa Marcinkiewicza na najlepszą pracę studencką z matematyki.

## Działalność naukowa
Zainteresowania badawcze Marka Izydorka obejmują topologię algebraiczną, w tym szeroko rozumianą teorię punktu stałego, twierdzenia Borsuka-Ulama i Bourgina-Yanga oraz ich zastosowania do badania istnienia i krotności rozwiązań układów Hamiltonowskich, teorię bifurkacji w równaniach różniczkowych, teorię Conleya w przestrzeniach nieskończenie wymiarowych i (lub) z działaniem grupy, a także zagadnienia wariacyjne związane z problemami istnienia i krotności rozwiązań homoklinicznych i heteroklinicznych układów Lagrange’a.
Jest autorem ponad 50 publikacji w renomowanych, międzynarodowych czasopismach naukowych, m.in. Journal of Differential Equations, Calculus of Variations and Partial Differential Equations, Transactions of the American Mathematical Society, Nonlinear Analysis, Communications in Contemporary Mathematics czy Journal of Fixed Point Theory and Applications.
Wypromował pięciu doktorów: Marcina Styborskiego (2010), Jakuba Maksymiuka (2014), Macieja Starostkę (2017), Karola Wrońskiego (2020) i Magdalenę Chmarę (2021).

### Stypendia
- Stypendium Polskiej Akademii Nauk, Instytut Matematyczny PAN, Warszawa, 1985-1988
- Stypendium Rządu Hiszpańskiego, Centre de Recerca Matemàtica, Barcelona, 1991
- Stypendium Fundacji Kościuszkowskiej, Indiana University Bloomington, 1992-1993
- Stypendium Fundacji Alexandra von Humboldta, Universität Rostock, 1999-2000

### Nagrody
- III Nagroda w XXVII Konkursie im. Józefa Marcinkiewicza na najlepszą pracę studencką z matematyki, 1983[14]
- Nagroda Gdańskiego Towarzystwa Naukowego i Prezydenta Miasta Gdańska za wybitne osiągnięcia w dziedzinie nauk matematyczno-fizyczno-chemicznych, 1989[15]